# Niemce
Niemce is een dorp in de Poolse woiwodschap Lublin. De plaats maakt deel uit van de gemeente Niemce en telt 2900 inwoners.